# Klára Dostálová
Klára Dostálová (* 13. března 1971 Praha) je česká politička a ekonomka, od července 2024 poslankyně Evropského parlamentu, od prosince 2017 do prosince 2021 ministryně pro místní rozvoj ČR v první a poté i druhé Babišově vládě, v letech 2014 až 2017 náměstkyně ministryně pro místní rozvoj ČR. V letech 2017 až 2024 byla poslankyní Poslanecké sněmovny PČR a od listopadu 2022 do června 2024 zastávala post místopředsedkyně dolní komory. V letech 2020 až 2024 se vrátila do zastupitelstva Královéhradeckého kraje, jehož členkou byla už v letech 2016 až 2017. Od svého vstupu do politiky až do evropských voleb 2024 působila jako nestranička za ANO, do hnutí vstoupila po těchto volbách.

## Životopis
V letech 1989–1994 vystudovala ekonomii na Vysoké škole ekonomické v Praze (získala titul Ing.). Po studiích pracovala v letech 1995–1997 jako účetní u společnosti Dias a v letech 1997–2001 pak jako úvěrový specialista v České spořitelně. Mezi lety 2001 a 2002 byla banquet manažerkou v Amber Hotelu Černigov.
V roce 2002 se stala zaměstnankyní Krajského úřadu Královéhradeckého kraje, kde dva roky vedla Sekretariát Regionální rady NUTS II Severovýchod. V letech 2004–2014 byla ředitelkou Centra evropského projektování. Na konci roku 2007 získalo Centrum formu akciové společnosti, v letech 2009–2014 byla předsedkyní představenstva. Během svého působení zde čelila podezření z manipulace tendru na opravu náměstí v Hořicích. CEP připravilo žádost o dotaci a ve výběrovém řízení následně zvítězila německá stavební firma Hochtief, kde byl prokuristou její otec Vilém Tvrdík.
Angažovala se také v obecně prospěšné společnosti Revitalizace KUKS o.p.s., která je od 6. ledna 2023 v likvidaci a kde v roce 2012 působila jako předsedkyně správní rady a v letech 2013–2014 jako ředitelka. Od roku 2014 je členkou správní rady Horské služby ČR (v letech 2014–2015 místopředsedkyně správní rady, od 2015 pak předsedkyně).
Klára Dostálová je vdaná a má dvě děti. Žije v Hořicích na Jičínsku.

## Politické působení
V únoru 2014 se stala náměstkyní ministryně pro místní rozvoj ČR Věry Jourové. Na starosti měla evropské fondy a dohled na fungování operačních programů. Na ministerstvu zůstala i po příchodu nové ministryně Karly Šlechtové, od 10. listopadu 2014 se navíc stala její 1. náměstkyní pro oblast regionálního rozvoje. Ve funkci náměstkyně skončila po volbách do Sněmovny v roce 2017 kvůli neslučitelnosti funkce náměstkyně ministryně a poslankyně.
V komunálních volbách v roce 2002 kandidovala jako nestranička do Zastupitelstva města Hořice z 15. místa kandidátky České strany sociálně demokratické. Mandát zastupitelky města se jí však nepodařilo získat.
V krajských volbách v roce 2016 byla z pozice nestraničky lídryní kandidátky hnutí ANO v Královéhradeckém kraji a byla zvolena zastupitelkou. Na zastupitelský mandát však v dubnu 2017 rezignovala, a to vzhledem k neslučitelnosti funkcí krajské zastupitelky a náměstkyně ministryně pro regionální rozvoj. Názor o neslučitelnosti funkcí prosazovalo Ministerstvo vnitra ČR. Dostálová s tímto názorem nesouhlasila, ale dle vlastního vyjádření nechtěla nechávat kraj v právní nejistotě.
Ve volbách do Poslanecké sněmovny PČR v roce 2017 byla z pozice nestraničky lídryní hnutí ANO v Královéhradeckém kraji. Získala 5 237 preferenčních hlasů, a stala se tak poslankyní. Na přelomu listopadu a prosince 2017 se stala kandidátkou na post ministryně pro místní rozvoj ČR ve vznikající první vládě Andreje Babiše. Dne 13. prosince 2017 ji prezident Miloš Zeman do této funkce jmenoval.
Na konci června 2018 ji Andrej Babiš opět navrhl na post ministryně pro místní rozvoj ČR ve své druhé vládě a dne 27. června 2018 ji prezident Miloš Zeman do této vlády jmenoval.
V krajských volbách v roce 2020 byla z pozice nestraničky za hnutí ANO zvolena zastupitelkou Královéhradeckého kraje. Ve volbách do Poslanecké sněmovny PČR v roce 2021 byla z pozice nestraničky lídryní kandidátky hnutí ANO v Královéhradeckém kraji. Získala 4 446 preferenčních hlasů, a stala se tak znovu poslankyní. Po rezignaci Jany Vildumetzové byla v listopadu 2022 zvolena místopředsedkyní Poslanecké sněmovny.
Na konci října 2023 ji po programové konferenci hnutí ANO označil předseda hnutí Andrej Babiš jako možnou lídryni kandidátky hnutí ANO pro volby do Evropského parlamentu v červnu 2024. Tou se pak skutečně z pozice nestraničky stala v únoru 2024. Během hlasování uvedla, že si podala přihlášku do hnutí ANO, protože ji k tomu prý vyzývali voliči během kampaně. Podle stanov byla tou dobou v čekací lhůtě, nicméně formální přijetí bylo otázka dnů, maximálně týdnů.
Volby do Evropského parlamentu v červnu 2024 hnutí ANO vyhrálo, přičemž samotná Dostálová získala vůbec nejvyšší počet preferenčních hlasů ze všech kandidujících ze všech stran a hnutí, tj. 171 142 hlasů, a stala se tak europoslankyní. Dne 24. června 2024 rezignovala na post místopředsedkyně Poslanecké sněmovny PČR. O několik dní později poté rezignovala i na mandát poslankyně Poslanecké sněmovny PČR. Ve Sněmovně ji nahradil Jaromír Dědeček. Nekandidovala pak ani v krajských volbách v roce 2024, a skončila tak i ve funkci zastupitelky Královéhradeckého kraje.

## Kontroverze
V prosinci 2018 se stala jednou z hlavních osob v kauze agentury CzechTourism, kvůli které zasahovala policie také na jejím ministerstvu. V době, kdy byla ještě náměstkyní, měla podle vyšetřovatelů rozhodovat o vynakládání peněz ve prospěch vyvolených osob, a to mimo standardní úřední postup. Byla podezřelá z dotačního podvodu a zneužití pravomoci úřední osoby. Byla u ní provedena domovní prohlídka. Podezřelé byly smlouvy za 38 milionů Kč. Dostálová jakékoliv svoje pochybení v této kauze odmítla.
V roce 2019 jí byla udělena ekologická anticena Ropák roku. Jako ministryně pro místní rozvoj ji získala za abnormálně zrychlenou přípravu nového stavebního zákona a to na základě memoranda o spolupráci mezi ministerstvem pro místní rozvoj a Hospodářskou komorou. Podle Miroslava Patrika ze spolku Děti Země, se tímto tato vlivná zájmová skupina podílela nejen na vypracování věcného záměru zákona, ale i na jeho paragrafovém znění. Podle něj se tak neprůhledně privatizoval legislativní proces a návrh zákona také snižuje efektivní účast veřejnosti.
V roce 2022 vyšla zpráva, že byla Dostálová déle než tři roky vyšetřována kvůli podezření, že svému manželovi opatřila nové auto ze státních peněz. Dle vyšetřovatelů auto splácela z peněz určených na odměnu její poslanecké asistentky. Odposlechy, které byly klíčovým důkazem proti Dostálové, dle zákona nemohly být použity jako oficiální důkaz, proto byl případ uzavřen bez obvinění ze spáchání trestného činu.